# Anthriscus nitida
Anthriscus nitida là một loài thực vật có hoa trong họ Hoa tán. Loài này được (Wahlenb.) Garcke mô tả khoa học đầu tiên năm 1865.

## Hình ảnh

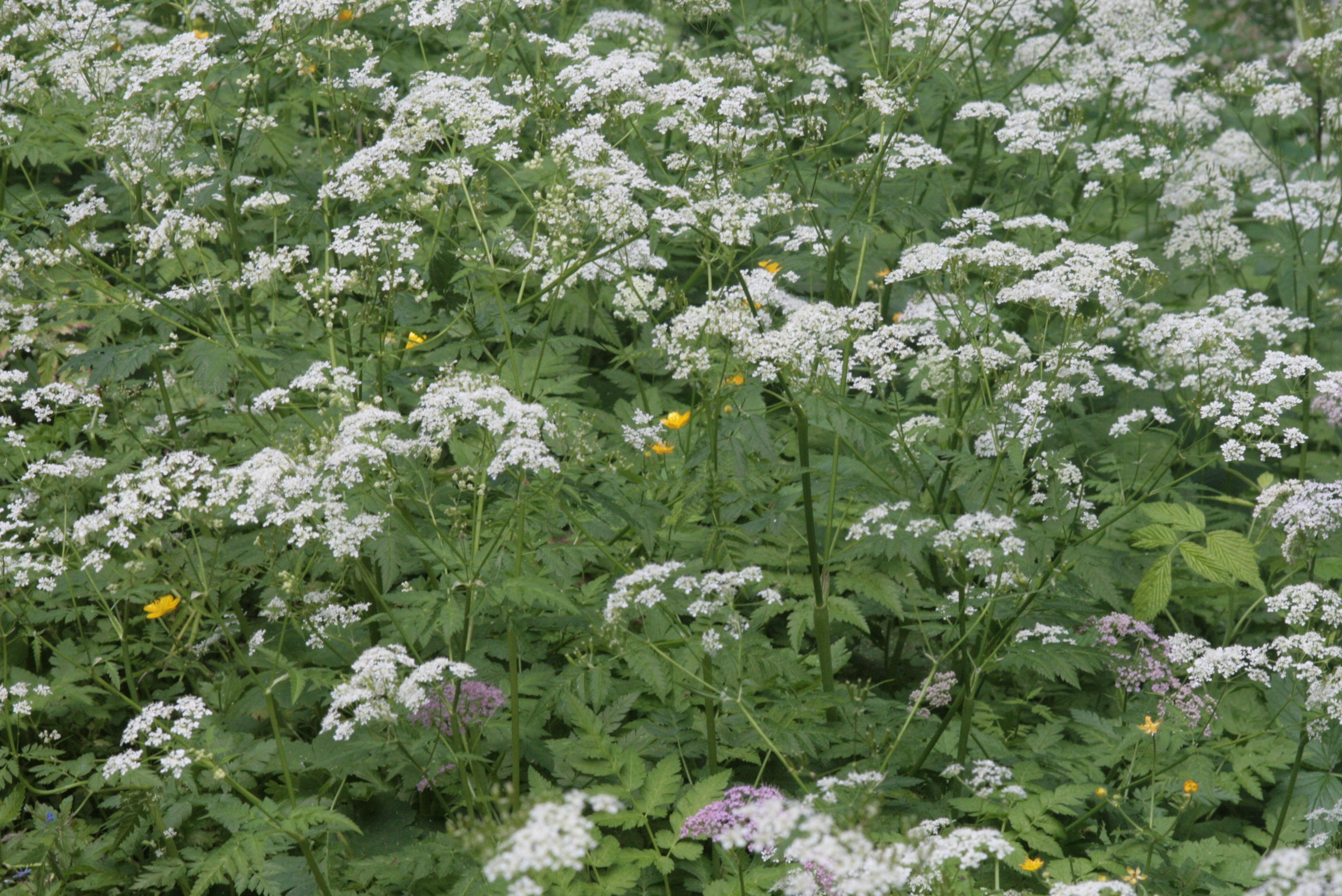
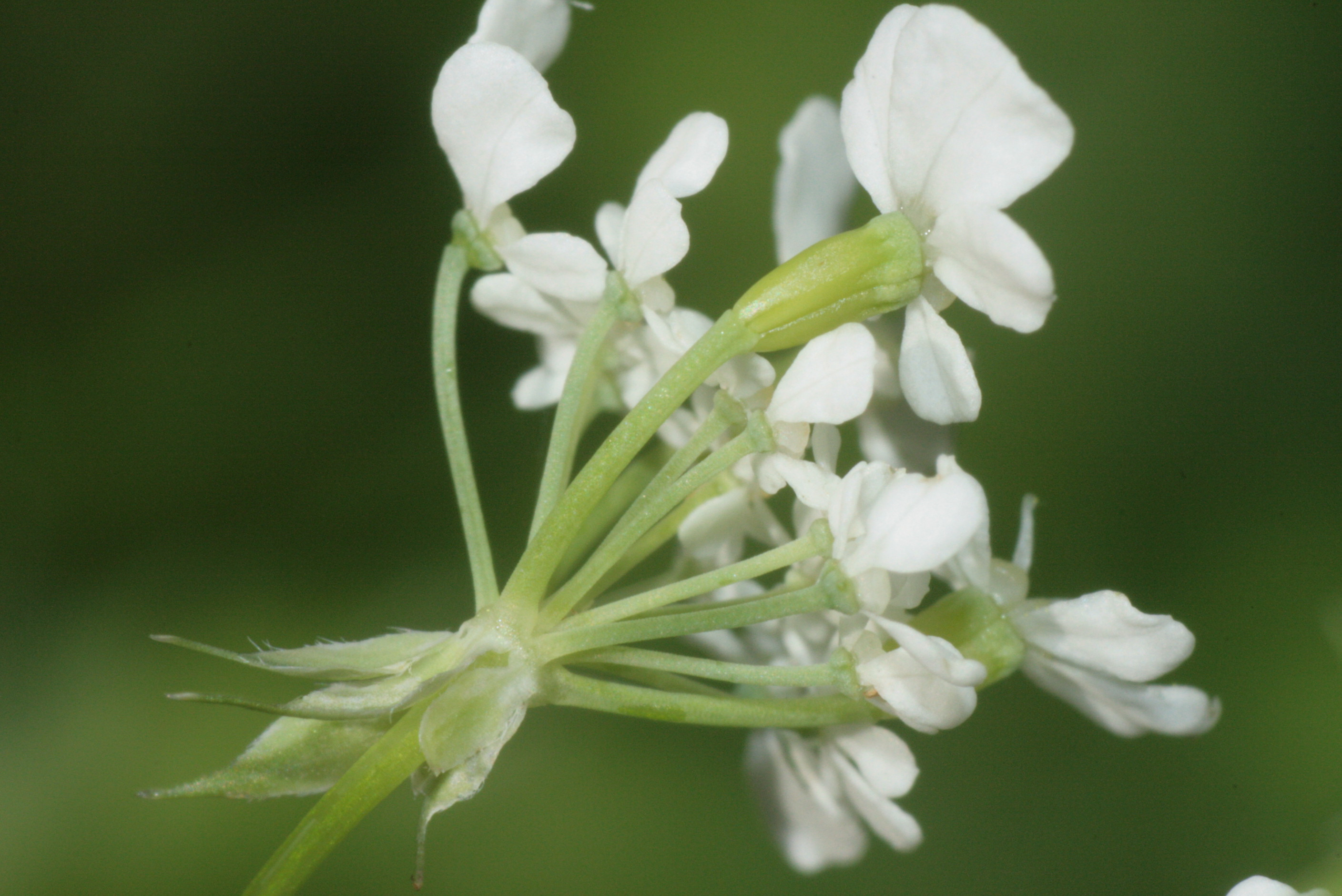
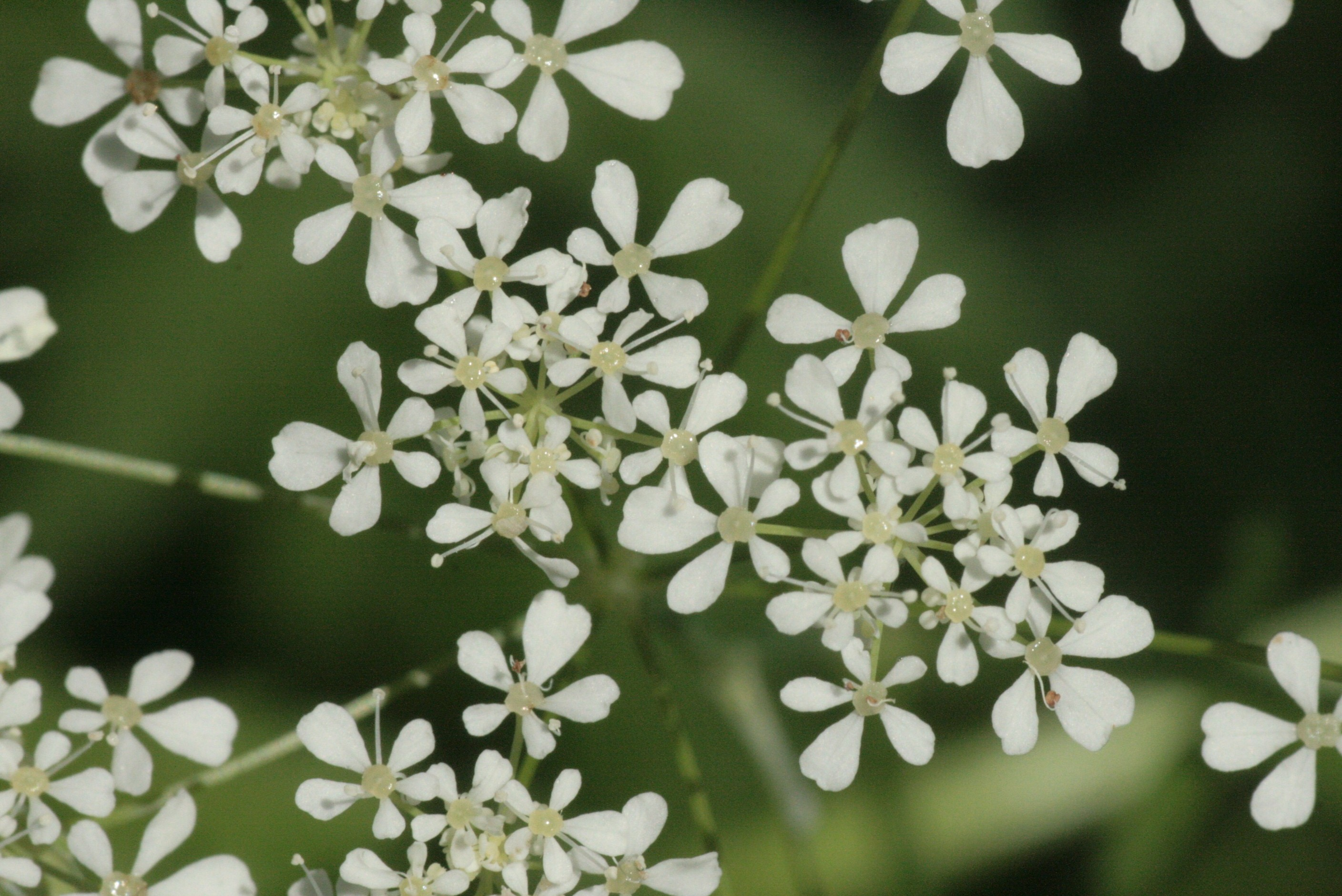
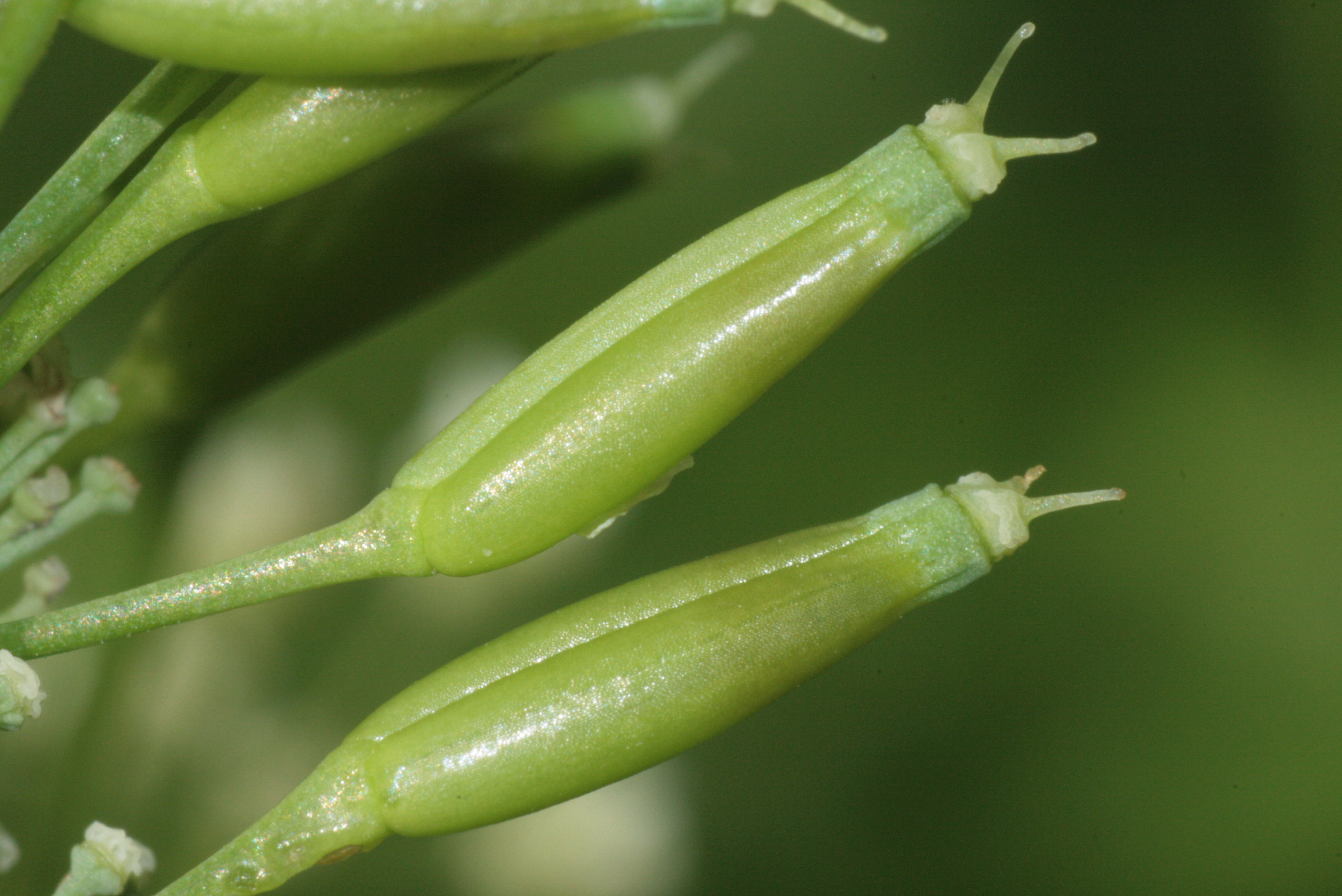